# Grand Pré
Grand Pré (francuski za „Velika livada”) je kanadska seoska zajednica na sjeverozapadnoj obali kanadske pokrajine Nova Škotska. Grand Pré je smješten na istoku doline Annapolis, nekoliko km istočno od grada Wolfvillea, na poluotoku u zaljeva Fundy i okružuju ga rijeke Gaspereau i Cornwallis.
Od 1682. do 1755. godine, tada mnogo veće naselje Grand Pré je bilo središte povijesne novofrancuske pokrajine Akadije. Od povijesnog naselja ostale su samo ruševine okružene močvarama koje predstavljaju svjedočanstvo razvoja farmi na polderima nastalima uz pomoć brana i sustava drvenih ustava (aboiteau) kojeg su začeli Akadijci u 17. st. Zbog toga je krajolik Grand Pré upisan na UNESCO-ov popis mjesta svjetske baštine u Sjevernoj Americi 2012. godine.

## Povijest
Grand Pré je osnovao akadijski doseljenik Pierre Mellanson iz prvog akadijskog naselja Port Royal kod Annapolisa. Plodnost ta i bogatstvo drugih izvora su privukli brojne doseljenike koji su odmah primijenili tehnologiju brana na velikom slanom močvarnom području. Na taj način su od mora oduzeli nekoliko tisuća hektara jako plodne zemlje za farme. Broj stanovnika je brzo rastao i Grand Pré je postalo glavno naselje Akadije. Do 1680-ih bilo je toliko stanovnika da je osnovana i župa Saint-Charles de Mine
Tijekom Rata kraljice Ane (1702. – 1713.) novoengleski rendžer Benjamin Church je početkom ljeta 1704. u prijepadu opustošio i spalio naselje, uz velike gubitke s obje strane. Tijekom Rata kralja Đure (1744. – 48.) kod naselja se odigrala presudna, ali i jako krvava, noćna bitka u kojoj su Francuzi pobijedili premoćniju britansku vojsku, no naselje je ponovno pripalo Britancima nakon povlačenja Francuza. Uslijedio je tzv. „Rat oca Le Loutrea” od 1749. – 55. godine, tijekom kojega su najprije Akađani uz pomoć Micmac Indijanaca opsjedali i osvojili Grand Pré, a potom su Britanci proširili svoj utjecaj i osnovali nove utvrde (Halifax, Lunenburg), između ostalih i kod Grand Préa. 
Tijekom Francuskog i indijanskog rata (1754. – 63.) Britanci su se konačno obračunali s Francuzima i indijanskom katoličkom Wabanaki konfederacijom (Abenaki, Maliseet, Passamaquoddy i Micmac Indijanci). Uslijedilo je razdoblje britanskog progona Akađana na područja širom Nove Škotske, ali i na Newfoundland i New Brunswick, pa čak i do južne Louisiane koja će kasnije postati državom SAD-a. Samo prve godine progona više od 6000 Akađana je deportirano brodovima, a njihova sela su spaljena do temelja. Progon se nastavio sve do potpisivanja mira između Ujedinjenog kraljevstva i Francuske 1763. godine. Do tada je deportirano oko 12.000 ljudi, od kojih je polovica umrla, što davljenjem u hladnom moru, izgladnjivanjem i smrzavanjem zbog jadnih uvjeta deportacije. 
Progon Akađana iz Grand Préa je ovjekovječio američki pjesnik Henry Wadsworth Longfellow u svojoj poemi Evangeline 1847. god. Mnogi obožavatelji poeme su željeli posjetiti ovo mjesto, gotovo stoljeće nakon progona. Do tada je naselje Grand Pré već nestalo i ostale su samo brane i drvoredi vrba koji su svjedočili o nekada jako organiziranoj i kompleksnoj poljoprivredi. Uslijedila je izgradnja povijesnog spomenika sjećanja (lieu de mémoire) i obnova nekih komemorativnih vrtova u znak sjećanja na nestale Akađane. God. 1961. Grand Pré je proglašen za kanadski nacionalni spomenik povijesti i sagrađen je centar za posjetitelje u crkvi Saint-Charles-des-Mines sa stalnom izložbom kulture i povijesti naroda Akadije.

## Vanjske poveznice
- Grand-Pré, kanadski nacionalni spomenik  Arhivirana inačica izvorne stranice od 1. prosinca 2007. (Wayback Machine), službene stranice kanadskih parkova
- Société Promotion Grand-Pré (engl.) (fr.)
- Acadian Memorial, Louisiana (engl.)
- Les Ami(e)s de Grand-Pré  Arhivirana inačica izvorne stranice od 19. veljače 2008. (Wayback Machine) (fr.)

### Ostali projekti
|  | Zajednički poslužitelj ima još gradiva o temi Grand-Pré |